# ضیاءالدین کیانوری
ضیاءالدین نوری معروف به شیخ ضیاءالدین نوری (۱۲۶۰خ - نامعلوم) که نام خانوادگی کیانوری برگزید، قاضی دوران قاجار و پهلوی و نماینده تهران در دوره هفتم مجلس شورای ملی بود. او فرزند شیخ فضل‌الله نوری و عموی نورالدین کیانوری آخرین دبیراول حزب توده ایران است.
اسامی پسران: نورالدین کیا، عمادالدین کیا، بهروز کیا خبرنگار بین‌المللی سازمان رادیو تلویزیون ملی ایران
اسامی دختران: خجسته کیا، ضیااشرف کیا (مادر سید حسین نصر)، خدیجه کیا (همسر محمدعلی کیا برادر بزرگتر دکتر نورالدین کیانوری و اختر کیانوری)، قمرالزمان، بدریه. زهرا کیا (نوری) دختر عموی او می‌باشد.
وی پسر فضل‌الله نوری و مادرش دختر میرزا حسین نوری بود.
پدرش فضل‌الله نوری از علمای تراز اول تهران بود که به دلیل مخالفت با مشروطه‌خواهان و هوادارای از محمدعلی شاه قاجار به دار آویخته شد. خودش نیز در تهران و نجف تحصیلات دینی کرد و به درجه اجتهاد رسید. سپس به عنوان قاضی به استخدام عدلیه درآمد و به مشاغل مهمی چون رئیس استیناف خراسان، ریاست دیوان محاکم کارکنان دولت و مستشاری دیوان عالی تمییز رسید. او در تدوین قوانین با علی‌اکبر داور بنیانگذار دادگستری نوین در ایران همکاری می‌کرد و در سال ۱۳۰۷ در دوره هفتم مجلس شورای ملی به نمایندگی تهران انتخاب شد. 